# Conus largillierti
Conus largillierti é uma espécie de gastrópode do gênero Conus, pertencente a família Conidae.